# 中村勘三郎 (18代目)

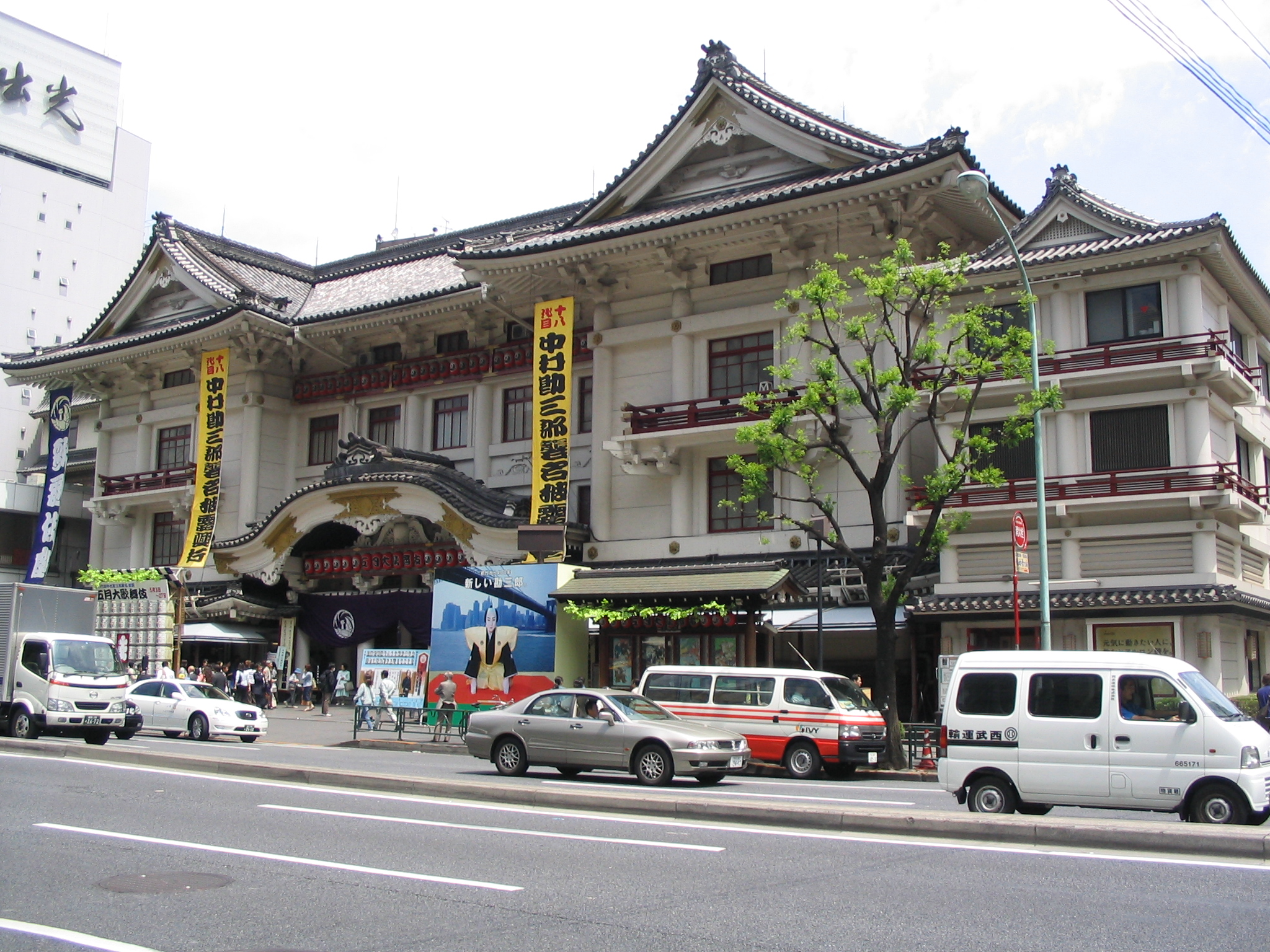
十八世勘三郎襲名披露興行中の歌舞伎座正面（2005年）

十八代目 中村 勘三郎（なかむら かんざぶろう、1955年〈昭和30年〉5月30日 - 2012年〈平成24年〉12月5日）は、日本の歌舞伎役者、俳優。本名は波野 哲明（）。屋号は中村屋。定紋は角切銀杏、替紋は丸に舞鶴。舞踊名に藤間 勘暢（）、猿若 勘三郎（）がある。
子役時代から46年間名乗った前名である五代目 中村 勘九郎（）としても知られた。愛称は本名からきた「のりちゃん」。
所属事務所は ファーンウッド。

## 人物
歌舞伎役者としては江戸の世話物から上方狂言、時代物、新歌舞伎から新作など、幅広いジャンルの役柄に挑み続けたことで知られた。コクーン歌舞伎や平成中村座を立ち上げ、渡辺えりや野田秀樹、串田和美などといった現代劇の劇作家、演出家らと組んで、古典歌舞伎の新解釈版や新作歌舞伎の上演に取り組んだり、地方巡業や海外公演も精力的に行うなど、その演劇活動は常に進取的であった。
また現代劇にも積極的に出演し、特に長姉・波乃久里子や藤山直美・柄本明らと組んで出演した『浅草パラダイス』は長期にわたる人気演目となった。2006年（平成18年）には同じ顔合わせで『ヨイショ!の神様』にも出演している。
父は十七代目中村勘三郎、父方の祖父は三代目中村歌六、母方の祖父は六代目尾上菊五郎で、長男は六代目中村勘九郎、次男は二代目中村七之助。母方の伯父に七代目尾上梅幸と二代目尾上九朗右衛門、叔父には六代目清元延寿太夫・二代目大川橋蔵がいる。妻・好江は七代目中村芝翫の次女で、日本舞踊中村流の二代目中村梅彌は義姉、九代目中村福助、八代目中村芝翫は義弟にあたる。また、次姉・千代枝の夫は二代目澤村藤十郎で義兄にあたる。さらに、七代目尾上菊五郎と七代目清元延寿太夫と丹羽貞仁は母方の従兄弟。ほか、部屋子に生前「三人目の倅」と可愛がっていたという二代目中村鶴松がいる。
また同世代の歌舞伎役者とも交流が広く、特に懇意にしている役者としては同学年の十代目坂東三津五郎、一学年下の坂東彌十郎らがおり、コクーン歌舞伎や平成中村座公演など自身の公演の脇役としても数多く起用するなど、その信頼は厚かった。
しかし2012年（平成24年）、後述のとおり食道癌を発端として徐々に体調を崩していき、同年12月5日に急性呼吸窮迫症候群のため57歳の若さで他界した。墓所は台東区西徳寺。
2013年（平成25年）4月には新生・歌舞伎座こけら落としを控えていた歌舞伎界に在って、その牽引役の一人と目されていた勘三郎の早世は、梨園に留まらず各界・各方面から「大きな損失」と惜しまれた。

## 年譜
- 1955年（昭和30年）5月30日、東京都に生まれる。十七代目中村勘三郎の長男。姉は新派女優の波乃久里子。
- 1959年（昭和34年）4月、歌舞伎座『昔噺桃太郎』の桃太郎で五代目中村勘九郎を襲名して初舞台を踏む。
  - 以後、舞台、映画、テレビ・ラジオで子役として活躍。その天真爛漫で、有名俳優との共演にも物怖じひとつしない、のびのびとした演技は「天才少年」と称され、父や祖父の芸を受け継ぐ、歌舞伎界のホープとして期待された[2]。思春期を迎えて以降も、父・十七代目勘三郎からの厳しい指導の傍ら、ミュージカルなど、様々な分野の活動に貪欲に挑み、演技力に磨きをかけていく。その後も貪欲に学び、勇壮な立役から女方まで幅広い役柄を器用に演じ、当代随一の人気俳優となっていった[2]。「元禄忠臣蔵」や「髪結新三」、そして「鏡獅子」などの舞台は特に高い評価を得た[2]。
- 1980年（昭和55年）11月27日、七代目中村芝翫の次女・好江と結婚式を執り行う。
- 1990年（平成2年）8月休演が通例となっていた歌舞伎座で「納涼歌舞伎」を初上演する。
- 1994年（平成6年）5月シアターコクーンで「コクーン歌舞伎」を初上演する。
- 2001年（平成13年）8月、野田秀樹脚本・演出による新作歌舞伎『野田版 研辰の討たれ』を歌舞伎座で上演する。大評判となり、第1回朝日舞台芸術賞グランプリを受賞して、勘九郎個人も舞台芸術賞（コクーン歌舞伎公演、平成中村座公演等の成果と併せて）を受賞する。
- 2004年（平成16年）
  - 7月、ニューヨーク市リンカーンセンター内に、平成中村座を設営して『夏祭浪花鑑』を上演。演出に串田和美を迎え、幕切れでは花道から続々と出てくる目明かしの代わりにニューヨーク市警の警官たちを舞台奥からパトカーで登場させ、団七・徳兵衛にピストルの銃口を一斉に向けて「フリーズ！」と叫ばせ、観客を驚かせた。ニューヨーク・タイムズ紙は「（当時上映中の）大作映画よりはるかに刺激的で面白い」と絶賛した。
  - 12月、歌舞伎座上演の渡辺えり子脚本・演出による『苦労納御礼・今昔桃太郎』（くろうの かいあり かんしゃ かんしゃ・いまはむかし ももたろう）の桃太郎で五代目勘九郎としての舞台納め。初舞台作品を洒落のめした舞踊劇。
- 2005年（平成17年）3月3日、歌舞伎座『鬼一法眼三略巻』「一條大蔵譚」の一條大蔵卿、『近江源氏先陣館』「盛綱陣屋」の佐々木盛綱ほかで十八代目中村勘三郎を襲名。以後5月まで3ヵ月間にわたる襲名興行は十二代目市川團十郎以来の事。
- 2006年（平成18年）、前年の定期公演主体の襲名披露を終え、この年は巡業公演で各地を襲名披露に訪れる。愛媛県の内子座、岐阜県の数箇所など、昔ながらの芝居小屋を活用。名古屋では、名古屋平成中村座も開設。歳末に京都南座顔見世興行で一連の襲名興行を打上げる。
- 2007年（平成19年）7月、平成中村座ニューヨーク公演。今回はリンカーンセンターのエイヴリー・フィッシャー・ホールの内装を芝居小屋風にして上演。演出は再び串田和美で、『隅田川続俤』（法界坊）を科白の一部を英語で廻したり、花道は設けずに既存の通路のそこかしこを駆使した工夫を凝らした演出が好評だった。
- 2010年（平成22年）暮れに特発性両側性感音難聴を発症して暫く休養[3]、2011年7月24日に長野県松本市のまつもと市民芸術館での特別公演で舞台に復帰[4]。
- 2011年（平成23年）11月から2012年（平成24年）5月にかけ、自身の長男・中村勘太郎の六代目勘九郎襲名披露舞台（3月）を含む平成中村座ロングラン公演を行う。
- 2012年（平成24年）
  - 5月30日、57回目の誕生日を迎え、翌31日に平成中村座ロングラン公演千秋楽。長期公演を無事成功させたが、その後に受けた健康診断で初期の食道癌に罹患していることが判明したため、6月18日に年内の演劇活動を停止し療養に専念することを発表した[5]。
  - 癌公表後の7月18日、長野県松本市のまつもと市民芸術館での『平成中村座 信州まつもと大歌舞伎』の『天日坊』千秋楽で木曽義仲の役でサプライズ出演[6]。そのカーテンコールで舞台衣装姿のまま登場し、観客の声援に応えて「必ずや松本（の舞台）に帰って来てみせます」と挨拶したが、これが最後の舞台出演かつ公の場で見せた最後の姿となった[7]。手術は桑田佳祐と同じ執刀医により行われ[8]、7月27日に癌の摘出手術を行う[9]、一時は病棟内を歩行できるまでに回復した[10]。
  - 11月13日、快方に向かっていたが、9月に入り、肺疾患が見つかったことが松竹・所属事務所ファーンウッドの連名で発表[11][注 1]。翌14日には、肺疾患が癌の転移ではなく抗がん剤治療などに伴う免疫力低下の影響からウイルスに感染したことによる肺炎であることや、その悪化により急性呼吸窮迫症候群から肺水腫を発症し、人工肺および人工呼吸器を使用しているなど、詳細な病状とともに重篤な状態であることが報道された[13]。
  - 12月5日午前2時33分、急性呼吸窮迫症候群のため、東京都文京区の日本医科大学付属病院で死去した。57歳没 （享年58）[14]。家族のほか、親交の深かった女優の大竹しのぶ、いずれも勘三郎と同学年である演出家の野田秀樹・野球評論家の江川卓が最期を看取った[15]。
  - 12月10日、都内文京区の自宅で通夜が営まれた。あくまで「近親者だけの密葬」とされていたが、長嶋茂雄・宮沢りえ・山田洋次・七之助の高校時代の同級生だった嵐の松本潤ら各界から約700名が弔問。改めてその人柄と広い交友関係が偲ばれた。また、一時は自宅前から約80メートルの長い列ができるほどだった[16]。
  - 翌11日、葬儀・告別式が営まれ、この時も約500名を数える関係者が参列し、その早過ぎる別れを惜しんだ。棺には歌舞伎の「船弁慶」の前半部で着用される静御前の衣装が掛けられ、中には2013年4月開場予定の新しい歌舞伎座の完成予想図や好江夫人との写真が納められた。法名は演劇の「演」及び自身の本名の波野哲明から「明」をそれぞれ採って「演暢院釋明鏡大居士（えんちょういんしゃくみょうきょうだいこじ）」とされた[17]。通夜、告別式、葬儀は中村屋代々の菩提寺である台東区竜泉の西徳寺（真宗佛光寺派）の僧侶が務めた[18]。
  - 12月12日、生前最後の舞台の地であった長野県松本市が『松本市民に伝統芸能を認識させ、市の芸術文化発展に寄与した』ことを理由に、『中村勘三郎さんを名誉市民に推戴する』議案をこの日、松本市議会に提出。当日の議会での可決を経て没日の12月5日付にて名誉市民称号を追贈した[19][20]。
  - 12月27日、前日には6代目勘九郎と七之助が南座公演千秋楽を盛況のうちに閉幕させた、この日の正午、都内中央区 築地本願寺にて本葬が営まれ、多くの芸能関係者や一般の弔問客など1万2000人が訪れた。当日、遺骨の乗せた車は午前9時に自宅を出発し、平成中村座の跡地である隅田公園・山谷堀広場を皮切りに、新橋演舞場、歌舞伎座など、故人ゆかりの場所を回った後に築地本願寺に到着した。隅田公園には700人以上、歌舞伎座には200人のファンが集まった。特に隅田公園では、「あやめ連」が賑やかな祭囃子を披露、勘三郎の遺骨を胸に抱いた勘九郎と七之助、好江夫人や勘九郎夫人の前田愛らが見守る中、18代目勘三郎、6代目勘九郎襲名披露の際に使用されたゆかりの神輿が平成中村座の従業員や浅草仲見世商店街の人々によって担がれ、祭り好きだった故人を粋に送り出した。葬儀では初舞台の『昔噺桃太郎』から2012年5月、平成中村座で上演された『め組の喧嘩』までの当たり役の数々とプライベート映像を交えた約15分の特別映像が流され、大竹しのぶ、野田秀樹、坂東三津五郎らが弔辞を読んだ。また、一般焼香は1万人を超え、2キロにも及ぶ長い列を作った[21][22]。
- 2013年（平成25年）
  - 10月27日、中村勘三郎事務所（ファーンウッド）主催で東京・築地本願寺にて一周忌追善となる『十八世 中村勘三郎一周忌メモリアルイベント』が執り行われ、人間・中村勘三郎の姿を捉えた映像を集め、ドキュメンタリーとして編集・製作した『映画 中村勘三郎』も同日公開された[23]。
  - 11月27日、18世中村勘三郎・好江夫妻の33回目の結婚記念日でもあったこの日に、西徳寺に於いて18世勘三郎の一周忌追善法要と納骨式が執り行われた[24]。

## 賞詞・栄典
- 1989年（平成元年）芸術祭賞、都民文化栄誉章
- 1990年（平成2年）第9回眞山青果賞大賞
- 1994年（平成6年）第2回読売演劇大賞最優秀男優賞
- 1998年（平成10年）第18回眞山青果賞大賞
- 1999年（平成11年）日本芸術院賞
- 2000年（平成12年）第16回浅草芸能大賞
- 2001年（平成13年）第9回スポニチ文化芸術大賞グランプリ
- 2002年（平成14年）第23回松尾芸能賞大賞、第39回ゴールデン・アロー賞演劇賞および大賞、第1回朝日舞台芸術賞
- 2004年（平成16年）第52回菊池寛賞
- 2008年（平成20年）11月紫綬褒章[25]
- 2009年（平成21年）第44回長谷川伸賞
- 2010年（平成22年）ジョン・F・ケネディ・センター芸術金賞
- 2012年（平成24年）
  - 長野県松本市名誉市民（没後追贈）[19]
  - 旭日中綬章（没後追贈）[26]
- 2013年（平成25年）
  - 浅草芸能大賞特別功労賞（没後追贈）[27]
  - シビウ国際演劇祭 ウォーク・オブ・フェイム受賞（没後追贈）[28]

## エピソード
- 幼い頃は『頓馬天狗』の大村崑が大好きで、その事は当時の「明星」に紹介された。後に舞台で共演を果たした。
- 6〜7歳の時に三木のり平（当時37歳）と共にラジオ番組のパーソナリティとしてレギュラー番組『勘九郎・のり平の大人の幼稚園』（1961年、ニッポン放送）、『お早う僕勘九郎』（1962年、同）を持っていたことがある[29]。
- 俳優の三波豊和は暁星小学校時代からの親友であり、小学校の6年間ずっとクラスメイトであった。2人は互いの家に遊びに行くほど仲が良く、豊和の父である三波春夫からも大変可愛がられていたという[30]。
- 藤山直美との付き合いは、歌舞伎公演がほぼ松竹の独占的状況で行われている関係で、双方の親の代から誼を通じていたことによる（父親の項を参照）。歌舞伎以外の人脈もそこから派生して広がり、勘三郎自身が開拓したものも多かった。生前の交友は世代を問わず幅広く、宮藤官九郎、明石家さんま、佐藤浩市、立川談志、笑福亭鶴瓶と非常に仲が良かった。
- 1999年、フジテレビ系列「しのぶとえり子のふっふっふ」（MC・大竹しのぶ、渡辺えり子）に出演。若かりし頃の話として、ミュージカル[31] で共演した大竹しのぶを「大好きになっちゃって」と、本気で恋愛感情を抱いた事を語っており、成就する事は無かったものの、大竹もその思いには気づいていた旨を述べている。しかし決して暴露話にはならず、相手を立てながらオープンに、「微笑ましい思い出話」として語られている。これも勘三郎の人柄と話術の巧みさがあっての事であった。大竹は「（渡辺も含め）こうやって昔の話が出来る友達って、素敵ですよね。…青春ですよね。」とコメントしている。
- 大竹に恋心を抱いた当時、実は12歳年上の太地喜和子と交際していた。だが、執心するあまり太地との連絡をとることができず、大竹と「遊園地デート」を重ねた。しかし結局、大竹への恋心はミュージカルの役を通して「役柄の町娘に対して抱いた恋愛感情」であったことに気づき、公演終了と共に気持ちが冷めていったという。その後太地に連絡をとるが、時すでに遅く、見事にフラれてしまった、と述懐している。その後も女性関係に関する噂は後を絶たず、週刊誌上やマスコミを賑わした[32]。
- 星野源のアルバム『Stranger』に収録されている「化物」は、勘三郎へ宛てた曲だという[33]（二人は舞台での共演経験がある）。
- 舞台・ドラマの「忠臣蔵」で、今まで大石主税・大石内蔵助・浅野内匠頭を演じており「これで吉良上野介を演じたら、忠臣蔵グランドスラムになりますね（笑）」と、吉良役のオファーが来るのを楽しみにしていたという[34]。
- 2006年　 松本幸四郎（当時市川染五郎）、市川猿之助（当時亀治郎）、勘九郎（当時勘太郎）らが出演していた「決闘！高田馬場」（2006年PARCO劇場、三谷幸喜作・演出）のカーテンコールに、同時期に近くのシアターコクーンで「四谷怪談」に出ていた勘三郎が衣裳を着たまま飛び入りゲスト参加した。この時、客席に宮藤官九郎が座っていることに気づいた勘三郎は、宮藤を舞台から指差して「俺は（いつか）この人に書いてもらうからな！」と発言したという。後に宮藤作、勘三郎出演の舞台は歌舞伎座さよなら公演「大江戸りびんぐでっど」で実現している。[35]
- 2007年（平成19年）5月21日、東京国税局から2005年までの3年間で約7000万円の申告漏れを指摘されたと報じられた。このうち約2000万円は、架空の人件費を計上するなどの悪質な所得隠しとして、重加算税を含め約3000万円の追徴課税となった[36]。報道当初は「7000万円もの申告漏れの事実はなく、隠蔽行為も行っていない」と主張、滞在していた米国から帰国した際にはレポーターに対し怒りを表していたが、5月28日一転して申告漏れを認め会見で謝罪した。しかし謝罪したものの非は自分ではなく会計担当者にあると主張し、「（担当者は）2歳のころからお世話になっている人だったが、怒りを感じる。辞めてもらう」と発言している。同時に、長男・勘太郎(当時)、二男・七之助、後援会「若鶴会」の代表も、総額で約1億3000万円の所得隠しを指摘された[37]。
- 2009年（平成21年）10月28日に執り行われた長男：二代目勘太郎（現六代目勘九郎）と前田愛の結婚式並びに披露宴の際には、長男夫婦の晴れ姿を見て嬉しさの余りに酒を飲みすぎてしまい、予定していた記者会見をキャンセルした[38]。この結婚式の際に記念写真として撮影したモーニング姿の一枚が、2012年12月11日の自身の密葬の際の遺影として採用された[39]（12月27日の本葬で採用された遺影はこの時のものではなく、2005年1月29日の「十八代目中村勘三郎を祝う会」の折、篠山紀信によって撮影されたものである[40]）。
- 銀座のインド料理店「ナイルレストラン」の常連でチキンマサラを絶賛し[41]、歌舞伎座出演中も出前をとって食べていた。勘三郎はオーナーのG. M. ナイルと懇意で、ナイルを通してインド旅行の手配をしていたが、急病のために旅行の夢は叶わなかった。
- 2017年にNODA・MAP公演『足跡姫 〜時代錯誤冬幽霊〜』は、勘三郎が「自分ががんで入院して医療器具につながれた状態を芝居にしてほしい。」と生前に野田秀樹に頼んでいたことがきっかけで製作された作品で[42]、野田は「肉体を使う芸術、残ることのない形態の芸術について書いてみたいと思った」と語っており、勘三郎へのオマージュとしている[43]。
- ファミコンゲーム好きとしてもよく知られており、とりわけ『ドラゴンクエスト』シリーズは長男・勘九郎、次男・七之助とコントローラーを取り合うほどだったという。没後発売された『ドラゴンクエストXI』のCMに出演した勘九郎・七之助は生前の勘三郎を回想しつつ、勘三郎が『ふっかつのじゅもん』を細かに記していたノートを探してみようとインタビューで語っている[44]。
- 息子である6代目勘九郎によれば、18世勘三郎は有言実行な父親であったとし、「俺は早死にするから」とまで言っていたという[45]。6代目勘九郎は「そこまで（早死すること）有言実行しなくてもよかったのにね……」と語っている[45]。
- サザンオールスターズの桑田佳祐は勘三郎のファンである事を公言していた[46]。また、勘三郎もサザンのファンであり、車にはCDもたくさん積んであったという[47]。直接的な面識はなかったものの[48]、以下のようなエピソードが存在する。
  - 勘三郎が特発性両側性感音難聴での療養をした際には、食道がんでの闘病を経て仕事復帰した身であった桑田が直筆の手紙を送っており、その中には勘三郎のファンである事が綴られ、最後には「不肖の同級生より」と結ばれていた。これを受け、勘三郎も「誇れる同級生へ」と書いて返事を出した事を語っている[49]。
  - 桑田が勘三郎の歌舞伎を観劇しようとしたが、スケジュールの都合で実現しなかったこともあったといい、勘三郎は「会おうと思えば、いつでも会うチャンスはあるかも。でも対談とかはいやなんです。ファンだからね」と発言していた[46]。
  - 前述の通り勘三郎の食道がんの手術は桑田と同じ病院及び執刀医が担当した[8]。
  - 2012年夏には勘三郎が桑田に浴衣を送っており、桑田は8月に行われた同年秋の全国ツアーのリハーサルの初日にこの浴衣を着て臨んだ[50][51]。また、実際に秋に開催されたツアー「I LOVE YOU -now & forever-」のコンセプトは「和」であり、オープニングでは歌舞伎を意識した演出(『青砥稿花紅彩画』の名科白のパロディ)が取り入れられた[50]。
  - かねてから桑田は「いま一番会いたい人は勘三郎さん」と述べていたが、前述の死去により会う夢は叶わなかった[46]。
  - 桑田は勘三郎が亡くなった当日である2012年12月5日に行われた愛知県の日本ガイシ スポーツプラザでの公演や同年12月8日放送の自身のラジオ番組『桑田佳祐のやさしい夜遊び』（TOKYO FM）では「偉大な功績を残し、ポップで個性豊かな人柄、400年の伝統を背負っている唯一無二の存在でした」「本当に悲しいです」「本当に残念としか言いようがない。不肖の同級生でございますけど、これから教えてもらうことがたくさんある気がする。 勘三郎さんの分まで頑張らせていただきたい」「本当におつかれさまでした。ゆっくり休んでください。歌舞伎の世界、日本を見守ってください」と勘三郎を追悼するコメントをし、早すぎる別れを惜しんだ[48][52]。

## 出演作品

### 歌舞伎
- 『連獅子』の狂言師右近後に親獅子の精
- 『春興鏡獅子』（しゅんきょうかがみじし）の女小姓弥生、後に獅子の精
- 『梅雨小袖昔八丈』（つゆこそでむかしはちじょう、通称：髪結新三 / かみゆいしんざ）の髪結新三
- 『東海道四谷怪談』の伊右衛門女房お岩、小仏小平、佐藤与茂七
- 『夏祭浪花鑑』（なつまつりなにわかがみ）の團七九郎兵衛（だんしちくろべえ）
- 『隅田川続俤』（すみだがわごにちのおもかげ、通称：法界坊 / ほうかいぼう）の聖天町法界防（しょうでんちょう　ほうかいぼう）
- 『平家女護島・俊寛』（へいけにょうごのしま・しゅんかん）の俊寛僧都（しゅんかんそうず）
- 『仮名手本忠臣蔵』の塩冶判官（えんや　はんがん）
- 『野田版 研辰の討たれ』の守山辰次（もりやまたつじ）
- 『野田版 鼠小僧』の棺桶屋三太（かんおけや　さんた）
- 『鰯売恋曳網』（いわしうりこいのひきあみ）の猿源氏

### その他の演劇
- 『王様と私』（1967年） - チュラロンコーン王子
- 『若きハイデルベルヒ』（1977年） - カール・ハインリッヒ 役。大竹しのぶとの初共演
- 『オセロ』（1988年） - イアーゴー 役
- 『浅草パラダイス』（1998年） - 卯之助 役
- 『ニンゲン御破産』（2003年） - 加瀬実之介 役
- 『ヨイショ!の神様』（2006年） - 桃川さの字 役
- 『寝坊な豆腐屋』（2007年） -  清一　役　※ 新橋演舞場10月公演 『錦秋演舞場祭り　中村勘三郎奮闘』として、昼の部は歌舞伎3演目。夜の部は『森光子・中村勘三郎特別公演』と銘打ち、森光子との初共演作が上演された。なお、姉役は実姉である波乃久里子が演じている。
- 『表に出ろいっ!』（2010年） - 父 役

### テレビドラマ
- 戦国太平記 真田幸村（1966年 - 1967年、TBS） - 真田大助（子供の頃） 役
- 大河ドラマ（NHK総合）
  - 『新・平家物語』（1972年） - 平敦盛 役
  - 『元禄太平記』（1975年） - 大石主税 役
  - 『武田信玄』（1988年） - 今川義元 役
  - 『元禄繚乱』（1999年） - 大石内蔵助 役、五代目中村勘三郎 役
  - 『武蔵 MUSASHI』（2003年） - 池田輝政 役
- 白雪劇場『池田大助捕物日記』（1974年 - 1975年、関西テレビ） - 池田大助　役
- 『道』（1978年 - 1979年、TBS） - 市郎　役
- 『幕末青春グラフィティ 福沢諭吉』（1985年、TBS） - 福澤諭吉 役
- 『ばら色の人生』（1987年、NHK総合） - タケル 役
- 12時間超ワイドドラマ『大忠臣蔵』（1989年、テレビ東京） - 多門伝八郎 役
- 月曜ドラマスペシャル　春の時代劇特別企画　『袖ノ下捕物帳』（1991年、TBS） - 越生の猪之吉　役
- 新春時代劇スペシャル『森の石松 すし食いねェ!ご存じ暴れん坊一代』（1992年、フジテレビ） - 森の石松 役
- 12時間超ワイドドラマ（テレビ東京）
  - 『豊臣秀吉 天下を獲る!』（1995年） - 豊臣秀吉 役
  - 『炎の奉行 大岡越前守』（1997年） - 浅野内匠頭 役
- 金曜エンタテイメント『天切り松 闇がたり』（2004年、関西テレビ） - 村田松蔵（天切り松） 役
- DRAMA COMPLEX『河井継之助 駆け抜けた蒼竜』（2005年、日本テレビ） - 河井継之助 役

### 映画
- 『今日もまたかくてありなん』（1959年） - 佐藤一雄 役
- 『国定忠治』（1960年） - 勘太郎 役
- 『アッちゃんのベビーギャング』（1961年）- アッちゃん 役
- 『ベビーギャングとお姐ちゃん』（1961年）- アッちゃん 役
- 『風林火山』（1969年）- 武田勝頼 役
- 『わが恋わが歌』（1969年） - 浩一（中村嘉葎雄）の少年時代 役
- 『戦争と人間・第一部』（1970年） - 伍代俊介 役
- 『幻の殺意』（1971年） - 田代稔 役
- 『友情』（1975年） - 三浦宏 役
- 『外科室』（1992年） - 検校 役
- 『顔』（2000年） - 山本俊郎 役
- 『真夜中の弥次さん喜多さん』（2005年） - アーサー王 役
- 『この胸いっぱいの愛を』（2005年） - 花を愛する男 役
- 『やじきた道中 てれすこ』（2007年） - 弥次郎兵衛　役
- 『座頭市　THE LAST』（2010年） - 政吉 役

### その他のテレビ番組
- 『NHK紅白歌合戦』（NHK総合・ラジオ第1） - 1989年・2004年・2007年は審査員、1999年は白組司会、2000年は応援ゲスト。2012年も審査員として出演予定だったが、復帰が叶わず死去したため、長男の6代目勘九郎が代役を務めた。
- 『大当り 勘九郎劇場』（NHK BShi）
- 『今宵はKANKURO』（毎日放送）
- 『おもしろ日本なっとく歴史館』（フジテレビ）
- 『勘三郎が泣いた!勘太郎挙式&感動秘話〜さよなら歌舞伎座SP』（フジテレビ）
- 『激突ヒーロー列伝〜長嶋茂雄を超えるのは誰だ〜』（テレビ朝日）
- 『日経スペシャル カンブリア宮殿』 「破壊と創造で伝統を守れ」（2007年1月15日、テレビ東京）[53]

### ラジオ番組
- 『勘九郎・のり平の大人の幼稚園』（ニッポン放送、1961年）
- 『お早う 僕 勘九郎』（ニッポン放送、1962年）

### CM
- 豊年製油 ギフトセット（1981年）
- SK&F（コンタック総合感冒薬、1987年）
- 郵政省 学資保険（1989年）
- 日興證券
- 黄桜酒造 山廃（1989年）
- JT 峰
- サントリー
- 東京三菱銀行
- イーオン　（2007年1月-）
- アサヒ飲料「若武者」『人力車篇』（2007年4月3日-）
- 毛髪クリニックリーブ21（2012年3月23日-）

### 著書
- 『勘九郎とはずがたり』（1991年4月25日、集英社）ISBN 4-08-772789-0
- 『勘九郎芝居ばなし』共著：落合高仁、小田豊二（1992年8月5日、朝日新聞社）ISBN 4-02-256463-6
- 『勘九郎ひとりがたり 中村屋歳時記』（1992年10月25日、集英社）ISBN 4-08-772878-1
- 『中村屋三代記 小日向の家』（1995年1月30日、集英社）ISBN 4-08-774115-X
- 『勘九郎ぶらり旅 因果はめぐる歌舞伎の不思議』（1999年3月30日、集英社）ISBN 4-08-775249-6
- 『歌舞伎ッタ!』（1999年12月1日、アスペクト）ISBN 4-7572-0584-8
- 『勘九郎日記「か」の字』（2004年11月10日、集英社）ISBN 4-08-775327-1
- 『襲名十八代 これは勘三郎からの恋文である』（2005年5月20日、小学館）ISBN 4-09-387571-5

### レコード
- 『愛の朝』（1977年、日本ビクター。音楽劇「若きハイデルベルヒ」テーマソング、中村勘九郎名義で大竹しのぶとのデュエット）

### 写真集
- 『中村勘九郎 法界坊』撮影：荒木経惟（2000年11月10日、ホーム社）ISBN 4-8342-5207-8
- 『十八代目中村勘三郎襲名記念写真集』撮影：篠山紀信（2005年8月1日、小学館）ISBN 4-09-681861-5
- 『Mick Rock Meets Kanzaburo魂』撮影:ミックロック（2007年4月20日アシェット婦人画報社）ISBN 978-4-573-21004-2：限定4000部シリアルハンバー入り、ISBN 978-4-573-21003-5：通常版